# Bernhard von Gudden
Johann Bernhard Aloys von Gudden (Kleve, 7 giugno 1824 – Berg, 13 giugno 1886) è stato uno psichiatra tedesco.

## Carriera
Nel 1848, von Gudden conseguì il dottorato presso l'Università di Halle e divenne internista al manicomio di Siegburg sotto Carl Wigand Maximilian Jacobi (1775-1858). Dal 1851 al 1855 lavorò come psichiatra sotto Christian Friedrich Wilhelm Roller (1802-1878) nel manicomio di Illenau a Baden, poi dal 1855 al 1869, fu direttore dell'istituto psichiatrico (Unterfränkische Landes-Irrenanstalt) a Werneck. Nel 1869 fu nominato direttore dell'ospedale Burghölzli e professore di psichiatria presso l'Università di Zurigo. Nel 1872 fu nominato Obermedicinalrath e direttore dell'Alto Bavarese Kreis-Irrenanstalt (manicomio), situato a Monaco. Poco dopo, divenne professore di psichiatria presso l'Università di Monaco.
Gudden apportò molti contributi nel campo della neuroanatomia, specialmente nel suo lavoro di mappatura e descrizione dei percorsi, delle connessioni, delle origini / termini e dei centri neuroanatomici delle reti nervose craniche e ottiche. Le fibre commissurali del tratto ottico prendono il nome di commessura di Gudden, chiamati in suo onore, ed è accreditato per lo sviluppo di un microtomo utilizzato per il cervello per il suo studio patologico. Tra i suoi ben noti studenti e assistenti ci sono Emil Kraepelin (1856-1926), Franz Nissl (1860-1919), Auguste-Henri Forel (1848-1931), Sigbert Josef Maria Ganser (1853-1931) e Oskar Panizza (1853-1921).
Come direttore delle istituzioni mentali, Gudden sostenne una politica di non limitazione, un trattamento umano del malato mentale, l'interazione sociale tra i pazienti e uno staff medico ben addestrato. Queste ideologie furono applicate durante i trattamenti per i malati mentali a metà del XIX secolo.
Gudden era un rispettato psichiatra in Germania e fu nominato medico personale del re Ludovico II di Baviera.

### Morte
Il 13 giugno 1886, Ludovico e Gudden furono entrambi trovati morti nell'acqua vicino alla riva del lago di Starnberg alle 11:30, presumibilmente affogati, o forse assassinati. Fino ad oggi i dettagli delle loro morti rimangono un mistero.
Dopo la morte di Gudden, i suoi lavori furono raccolti e curati dal genero, lo psichiatra Hubert von Grashey (1839-1914), che pubblicò nel 1889 "Bernhard von Gudden's gesammelte und hinterlassene Abhandlungen", una raccolta dei suoi scritti.

## Opere principali
- Beiträge zur Lehre von den Scabies (seconda edizione nel 1863)
- Experimentaluntersuchungen über das peripherische und centrale Nervensystem. Archiv für Psychiatrie und Nervenkrankheiten, Berlin, 1870; 2: 693-723.
- Ueber die Kreuzung der Fasern in Chiasma nervorum optici. in Albrecht von Graefe's Archiv für Ophthalmologie, Berlin, 1874, 2 Abth., 20: 249-268; in Albrecht von Graefe's Archiv für Ophthalmologie, Berlin, 1879, 1 Abth., 25, 1-56.
- Experimentelle Untersuchungen über das Schädelwachstum (1874).